# Borough londonien de Hillingdon
Le borough londonien de Hillingdon (en anglais : « London Borough of Hillingdon ») est un borough situé à l'ouest du Grand Londres, en Angleterre. Il s'agit du borough londonien le plus occidental et le plus grand des 32 en termes de superficie. Créé en 1965 par la fusion du district municipal d'Uxbridge avec les districts urbains de Hayes and Harlington, de Ruislip-Northwood et de Yiewsley and West Drayton, il accueille l'université Brunel et la majorité de l'aéroport de Londres-Heathrow.
Hillingdon est le deuxième borough londonien le moins densément peuplé en raison de la présence de terres agricoles au nord, de la station RAF de Northolt et de l'aéroport international de Londres-Heathrow qui occupent une très grande partie de son territoire.

## Histoire
Le borough est créé en 1965 grâce au London Government Act 1963 (en). Le territoire qu'il occupe est transféré du Middlesex au Grand Londres afin qu'il puisse devenir un borough londonien. Les différents conseils ne parviennent pas à se mettre d'accord sur le nom de cette nouvelle entité. Keith Joseph proposait de lui donner le nom de borough londonien d'Uxbridge en octobre 1963, avant qu'il ne prenne définitivement le nom de borough londonien de Hillingdon.

## Gouvernance
Le borough est administré par le Conseil de Hillingdon, qui exerce depuis le Hillingdon Civic Centre à Uxbridge.
Le borough est réparti en 21 wards :
- Belmore
- Charville
- Colham and Cowley
- Eastcote
- Harefield Village
- Hayes Town
- Heathrow (comprend les villages de Harmondsworth, Sipson et Harlington)
- Hillingdon East
- Hillingdon West
- Ickenham and South Harefield
- Northwood
- Northwood Hills
- Pinkwell
- Ruislip
- Ruislip Manor
- South Ruislip
- Uxbridge
- West Drayton
- Wood End
- Yeading
- Yiewsley

### Représentation au sein du Grand Londres
Depuis 2000, pour les élections à l'Assemblée de Londres, le borough fait partie de la circonscription électorale d'Ealing and Hillingdon. Le conservateur Richard Barnes (en) remporte les élections de 2000, 2004 et 2008. Depuis 2012, le travailliste Onkar Sahota (en) est député d'Ealing and Hillingdon à l'Assemblée de Londres. Lors de la même élection, Boris Johnson remporte la plus grande part des voix du borough et devient maire de Londres pour un second mandat.

## Démographie

### Population
Entre 2001 et 2011, la population du borough a augmenté de 11,5 % (soit 4,4 % de plus que la moyenne de l'Angleterre qui est de 7,1 %). À titre de comparaison, celles de Merton et Bromley ont augmenté de 4,5 % et celle de Tower Hamlets de 26,4 %. Le nombre de ménages a augmenté de 3,3 % entre 2001 et 2011, et le nombre moyen de personnes par ménage était de 2,7.

La pyramide des âges du borough en 2021.

| 1801  | 1811   | 1821   | 1831   | 1841   | 1851   | 1861   | 1871   | 1881   |
| ----- | ------ | ------ | ------ | ------ | ------ | ------ | ------ | ------ |
| 9 232 | 11 033 | 12 788 | 14 484 | 18 329 | 18 744 | 20 672 | 22 600 | 24 528 |

| 1891   | 1901   | 1911   | 1921   | 1931   | 1941    | 1951    | 1961    | 1971    |
| ------ | ------ | ------ | ------ | ------ | ------- | ------- | ------- | ------- |
| 26 640 | 32 548 | 39 768 | 58 681 | 86 613 | 137 278 | 217 616 | 226 074 | 234 867 |

| 1981    | 1991    | 2001    | 2011    | - | - | - | - | - |
| ------- | ------- | ------- | ------- | - | - | - | - | - |
| 226 256 | 236 720 | 242 435 | 273 936 | - | - | - | - | - |

### Ethnies
En 2011, 48,2 % de la population du borough s'identifiait comme Blanc, 33,3 % comme Asiatique et 7,8 % comme Noir. La langue la plus parlée était l'anglais (77,9%), suivie par le pendjabi (4,7%), le polonais (1,7%), le tamoul (1,6%) et l'ourdou (1,1%).
| Ethnie                     | Année               | Année               | Année               | Année               | Année               | Année               | Année               | Année               | Année               | Année               | Année               | Année               |
| Ethnie                     | Estimations de 1971 | Estimations de 1971 | Estimations de 1981 | Estimations de 1981 | Recensement de 1991 | Recensement de 1991 | Recensement de 2001 | Recensement de 2001 | Recensement de 2011 | Recensement de 2011 | Recensement de 2021 | Recensement de 2021 |
| Ethnie                     | Nombre              | %                   | Nombre              | %                   | Nombre              | %                   | Nombre              | %                   | Nombre              | %                   | Nombre              | %                   |
| Blancs                     | –                   | 97,6 %              | 207 868             | 93,4 %              | 203 149             | 87,7 %              | 192 120             | 79,1 %              | 166 031             | 60,4 %              | 147 387             | 48,2 %              |
| -------------------------- | ------------------- | ------------------- | ------------------- | ------------------- | ------------------- | ------------------- | ------------------- | ------------------- | ------------------- | ------------------- | ------------------- | ------------------- |
| Britanniques               | –                   | –                   | –                   | –                   | –                   | –                   | 176 244             | 72,5 %              | 142 916             | 52,1 %              | 113 377             | 37,1 %              |
| Irlandais                  | –                   | –                   | –                   | –                   | –                   | –                   | 6 911               | 2,8 %               | 5 949               | 2,1 %               | 5 585               | 1,8 %               |
| Gitans ou Irish Travellers | –                   | –                   | –                   | –                   | –                   | –                   | –                   | –                   | 344                 | 0,1 %               | 479                 | 0,2 %               |
| Roms                       | –                   | –                   | –                   | –                   | –                   | –                   | –                   | –                   | –                   | –                   | 691                 | 0,2 %               |
| Autre                      | –                   | –                   | –                   | –                   | –                   | –                   | 8 965               | 3,7 %               | 16 822              | 6,1 %               | 27 255              | 8,9 %               |
| Asiatiques                 | –                   | –                   | –                   | –                   | 22 061              | 9,5 %               | 33 048              | 13,6 %              | 69 253              | 25,0 %              | 101 938             | 33,3 %              |
| Indiens                    | –                   | –                   | –                   | –                   | 15 445              | 6,7 %               | 23 234              | 9,6 %               | 36 795              | 13,4 %              | 57 341              | 18,7 %              |
| Pakistanais                | –                   | –                   | –                   | –                   | 2 008               | 0,9 %               | 3 816               | 1,6 %               | 9 200               | 3,3 %               | 14 243              | 4,7 %               |
| Bangladais                 | –                   | –                   | –                   | –                   | 928                 | 0,4 %               | 1 459               | 0,6 %               | 2 639               | 0,9 %               | 4 050               | 1,3 %               |
| Chinois                    | –                   | –                   | –                   | –                   | 1 185               | 0,5 %               | 1 883               | 0,8 %               | 2 889               | 1,0 %               | 3 184               | 1,0 %               |
| Autre                      | –                   | –                   | –                   | –                   | 2 495               | 1,1 %               | 4 539               | 1,9 %               | 17 730              | 6,4 %               | 23 120              | 7,6 %               |
| Noir                       | –                   | –                   | –                   | –                   | 3 810               | 1,6 %               | 8 006               | 3,3 %               | 20 082              | 7,2 %               | 23 955              | 7,9 %               |
| Africain                   | –                   | –                   | –                   | –                   | 852                 | 0,4 %               | 4 227               | 1,7 %               | 11 275              | 4,1 %               | 15 844              | 5,2 %               |
| Caribéen                   | –                   | –                   | –                   | –                   | 2 128               | 0,9 %               | 3 275               | 1,3 %               | 4 615               | 1,6 %               | 5 752               | 1,9 %               |
| Autre                      | –                   | –                   | –                   | –                   | 830                 | 0,4 %               | 504                 | 0,2 %               | 4 192               | 1,5 %               | 2 359               | 0,8 %               |
| Mixte                      | –                   | –                   | –                   | –                   | –                   | –                   | 5 588               | 2,3 %               | 10 479              | 3,7 %               | 13 359              | 4,3 %               |
| Blanc et Noir caribéen     | –                   | –                   | –                   | –                   | –                   | –                   | 1 427               | 0,6 %               | 2 719               | 0,9 %               | 3 151               | 1,0 %               |
| Blanc et Noir africain     | –                   | –                   | –                   | –                   | –                   | –                   | 694                 | 0,3 %               | 1 409               | 0,5 %               | 1 897               | 0,6 %               |
| Blanc et Asiatique         | –                   | –                   | –                   | –                   | –                   | –                   | 1 983               | 0,8 %               | 3 602               | 1,3 %               | 4 201               | 1,4 %               |
| Autre                      | –                   | –                   | –                   | –                   | –                   | –                   | 1 484               | 0,6 %               | 2 749               | 1,0 %               | 4 110               | 1,3 %               |
| Autre                      | –                   | –                   | –                   | –                   | 2582                | 1,1 %               | 2 847               | 1,2 %               | 8 091               | 2,8 %               | 19 268              | 6,3 %               |
| Arabe                      | –                   | –                   | –                   | –                   | –                   | –                   | –                   | –                   | 2 925               | 1,0 %               | 4 462               | 1,5 %               |
| Tout autre groupe ethnique | –                   | –                   | –                   | –                   | 2 582               | 1,1 %               | 2 847               | 1,2 %               | 5 166               | 1,8 %               | 14 806              | 4,8 %               |
| Non-Blancs                 | –                   | 2, 4%               | 14 790              | 6,6 %               | 28 453              | 12,3 %              | 50 886              | 20,9 %              | 107 905             | 39,6 %              | 158 520             | 51,8 %              |
| Total                      | –                   | 100 %               | 222 658             | 100 %               | 231 602             | 100 %               | 243 006             | 100 %               | 273 936             | 100 %               | 305 907             | 100%                |

## Espaces naturels

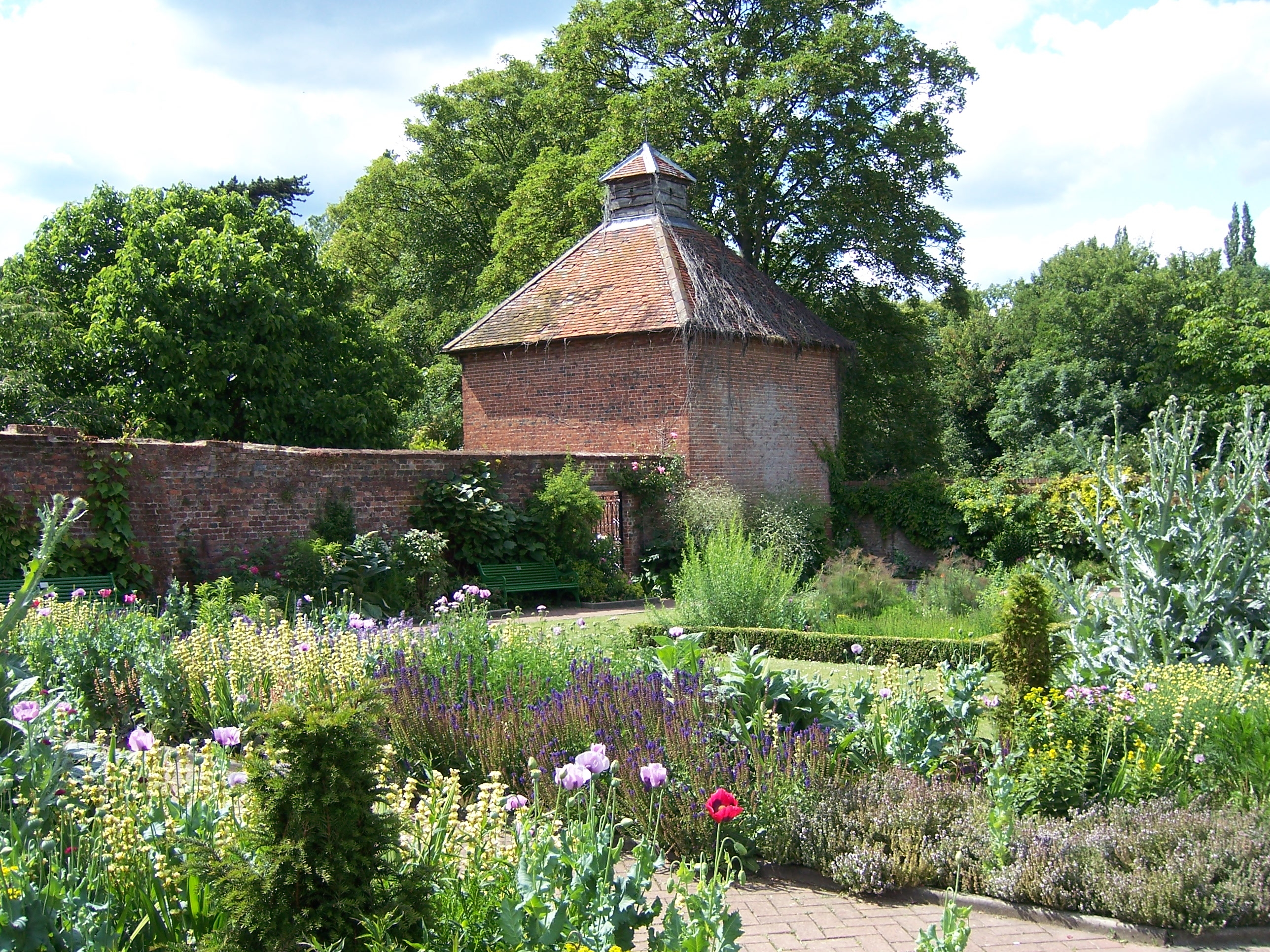
Le jardin de l'Eastcote House.

Le borough compte plus de 200 espaces verts qui couvrent environ 1 800 acres (728 ha). Ils sont de tailles différentes : le Parc régional de Colne Valley (en) au nord est le plus grand (11 000 ha), et les plus petits sont le Lake Farm Country Park (en) (24 ha) et les Norman Leddy Memorial Gardens (en) (1,5 ha) au sud.
Le leader du conseil, Raymond Puddifoot, avait promis que les terrains situés sur la ceinture verte de Hillingdon resteraient intouchés sous son mandat : « Je peux donner une assurance catégorique que sous cette administration, nous ne verrons jamais de menace à la ceinture verte »,. Malgré cela, il dévoile en août 2012 un nouveau projet d'urbanisme implanté sur la partie de la ceinture située à Lake Farm, au sud du borough. Ignorant le mécontentement des résidents, le conseil approuve le projet en mars 2013.
Le Grand Union Canal traverse le borough à Hayes, Yiewsley, Cowley et Uxbridge. Le réservoir de Ruislip est construit pour pouvoir alimenter le canal en tout temps, puis est finalement déconnecté du réseau et converti en lac avec une plage. Deux sites d'intérêt scientifique particulier se trouvent près du canal, à savoir les Frays Farm Meadows et le Denham Lock Wood.

## Loisirs
Le borough possède quatre théâtres : le Beck Theatre à Hayes (exploité au nom du borough par Trafalgar Entertainment), le Compass Theatre à Ickenham, le Winston Churchill Theatre and Hall et le Open Air Theatre à Hayes.
Il dispose également de sept clubs de football semi-professionnels :
- A. F. C. Hayes, qui joue au Farm Park de Hayes ;
- Harefield United FC, qui joue au Preston Park de Harefield ;
- Hayes & Yeading United FC, qui joue au Skyex Community Stadium de Hayes ;
- Hillingdon Borough FC, qui joue au Middlesex Stadium de Ruislip ;
- Northwood FC, qui joue au Northwood Park Stadium de Northwood ;
- Uxbridge FC, qui joue au Honeycroft de Yiewsley ;
- Wealdstone FC, qui joue au Grosvenor Vale de Ruislip.

Le borough accueille aussi le Hillingdon Outdoor Activity Centre (HOAC), centre sportif et d'activités nautiques. Plusieurs équipes y pratiquent leur activité :
- Le club de voile Queensmead[20] ;
- Le club d'aviron de Hillingdon[21] ;
- Le club junior de canoë de Hillingdon[22] ;
- Le club de pêche à la ligne Harrow[23].

## Économie

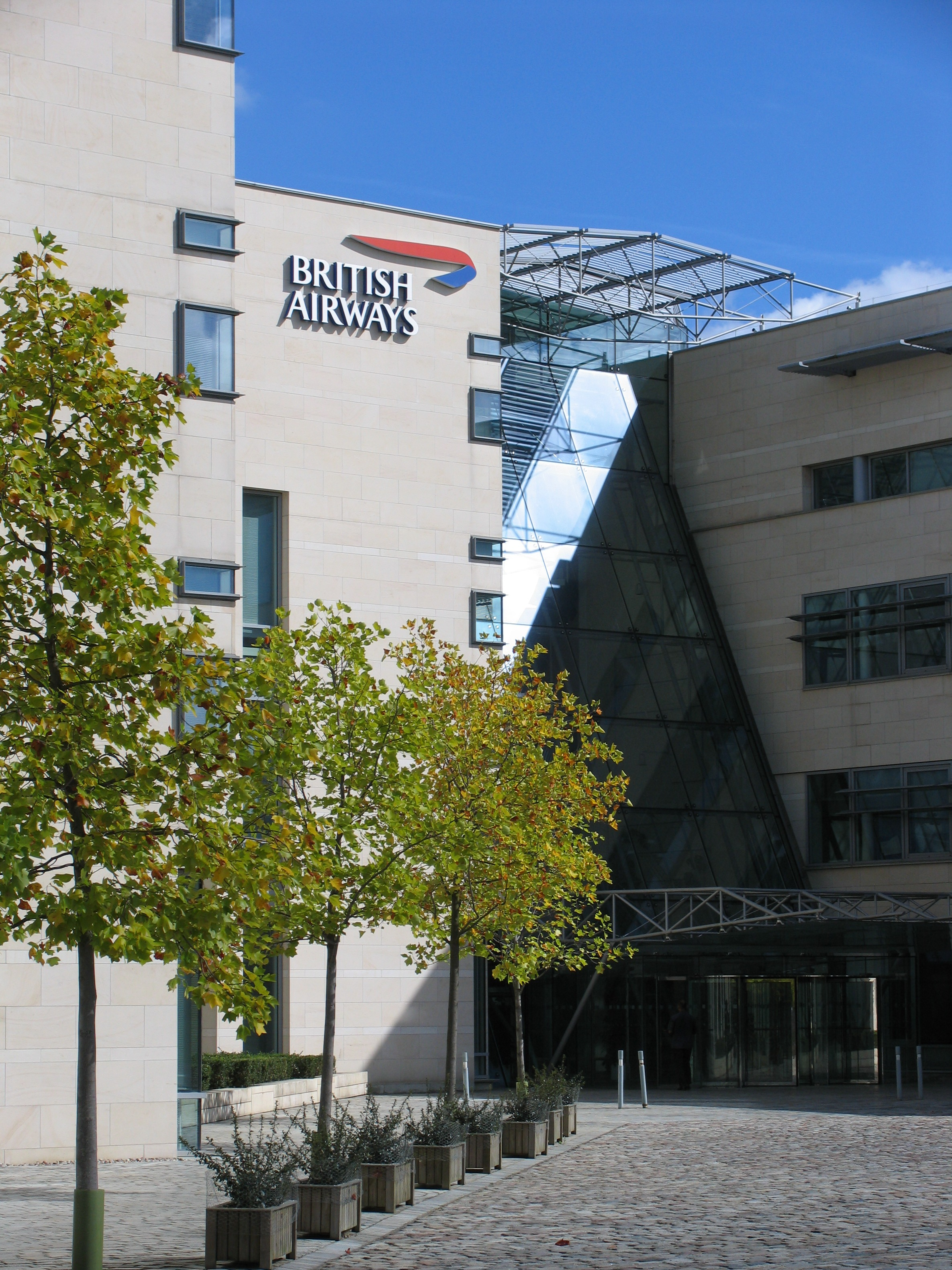
Waterside, le siège social de British Airways.

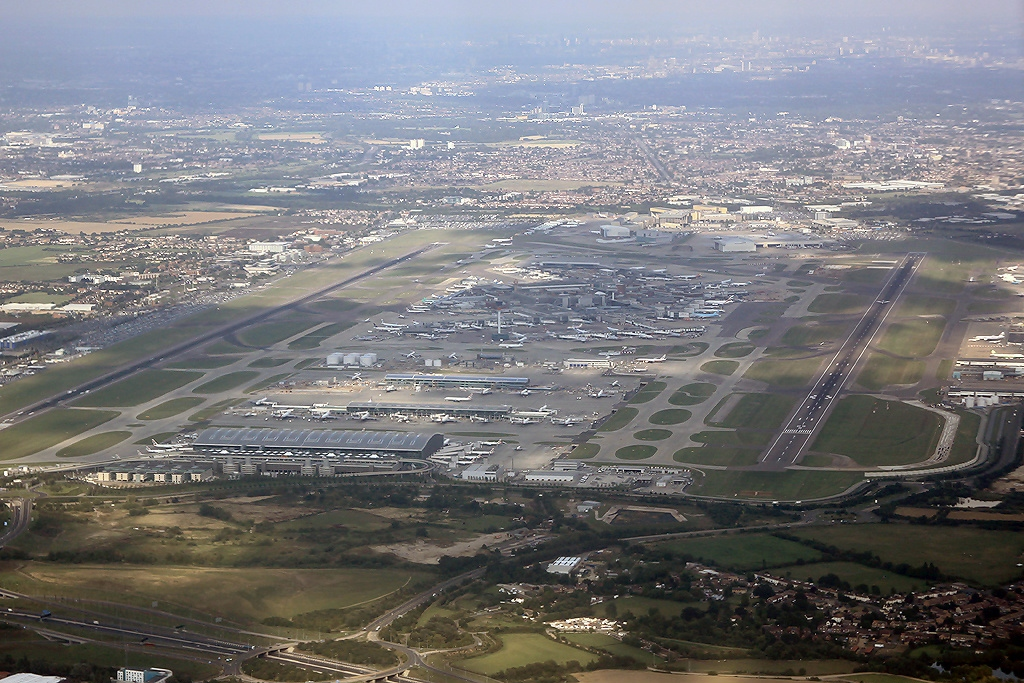
L'aéroport de Londres-Heathrow vu du ciel.

Le sud du borough, autrefois fortement industrialisé, est progressivement devenu un quartier résidentiel à partir des années 1980. Le nord est de longue date une zone d'habitation dotée d'importantes étendues de terres agricoles. Les zones résidentielles du borough se sont étendues grâce à l'extension du Metropolitan Railway de Harrow on the Hill à Uxbridge au début du XXe siècle et l'établissement d'arrêts le long de la ligne.
L'économie du borough de Hillingdon le classe à la 14e position des districts locaux les plus riches de Grande-Bretagne et à la cinquième position parmi les boroughs de Londres.
Le siège social de British Airways se trouve à Harmondsworth, au sud-est du borough. Le bâtiment est inauguré en 1998. Avant son ouverture, le siège de la compagnie aérienne était situé à l'aéroport de Londres-Heathrow,. Dans le même bâtiment se trouve un bureau d'American Airlines.
Hellenic Imperial Airways (en) avait ses bureaux britanniques à Harlington et China Airlines à Hayes. La British Overseas Airways Corporation et British Eagle avaient leurs sièges sociaux à l'aéroport de Londres-Heathrow. British European Airways avait son siège social à South Ruislip.
En 2007, Cadbury Schweppes annoncé son déménagement de Mayfair à Uxbridge afin de réduire les coûts. La société s'est ensuite scindée et Cadbury a à nouveau déménagé dans Uxbridge en juin 2008.
British Midland International disposait d'un centre de formation à West Drayton.
Une étude réalisée en 2017 par le Trust for London et le New Policy Institute révèle que le taux de pauvreté à Hillingdon était de 22 %, soit légèrement moins que les 27 % de la moyenne londonienne. Elle révèle également que 24 % des employés de Hillingdon étaient mal payés, soit un peu plus que la moyenne londonienne de 21 %.
Le service des visas et de l'immigration du gouvernement britannique dispose de deux centres de rétention administrative à proximité de l'aéroport de Londres-Heathrow à Colnbrook et à Harmondsworth,.

## Éducation
Le borough dispose de 17 bibliothèques publiques à Charville, Eastcote, Harefield, Harlington, Hayes End, Hayes, Ickenham, Manor Farm, Northwood Hills, Northwood, Oak Farm, Ruislip Manor, South Ruislip, Uxbridge, West Drayton, Yeading et Yiewsley. Il accueille également l'université Brunel et les campus d'Uxbridge et de Hayes de l'Uxbridge College, ainsi que 68 écoles primaires.

## Transport

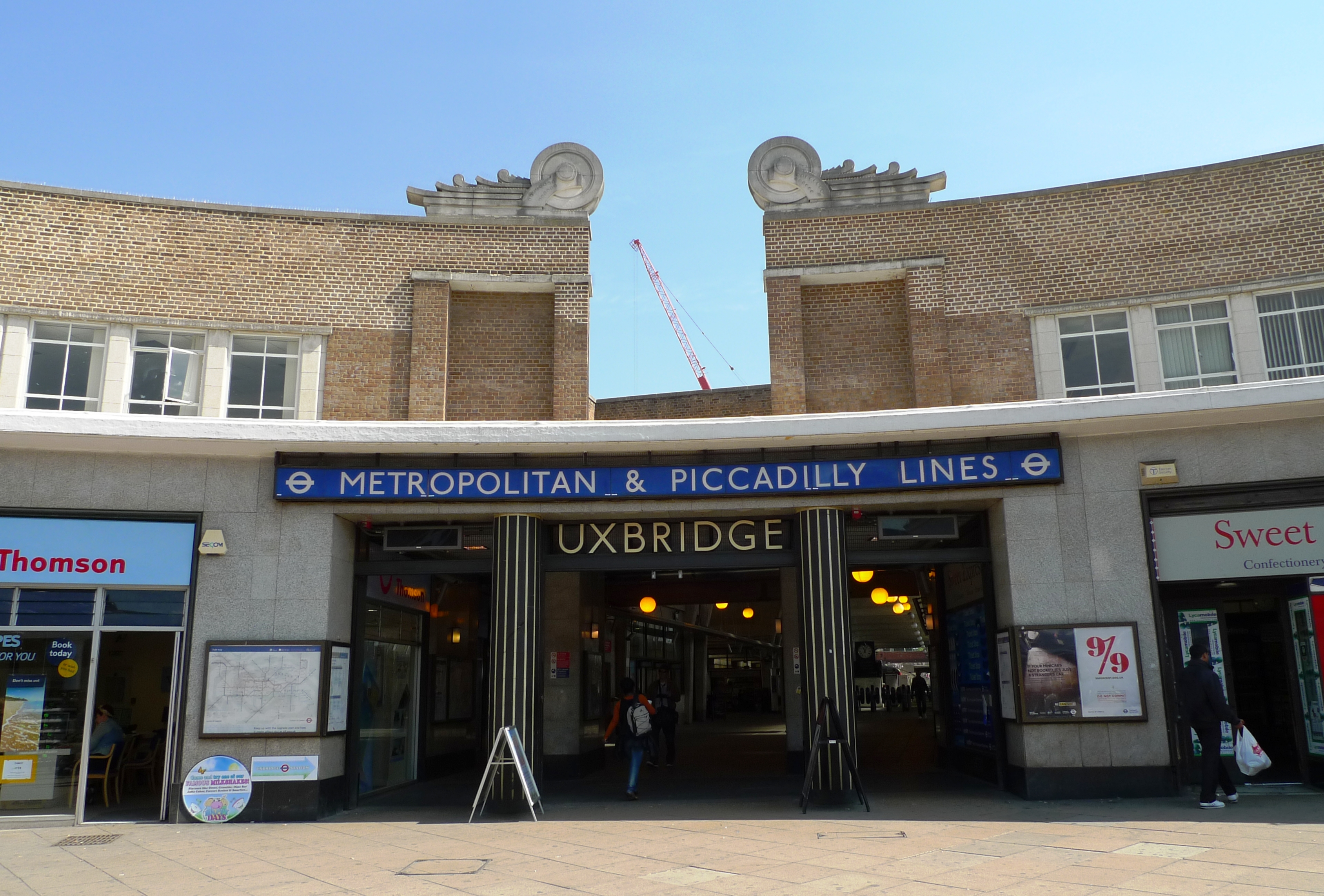
La station Uxbridge.

Plusieurs stations du National Rail et du métro de Londres se trouvent dans le borough :
- Eastcote
- Gare de Hayes & Harlington (en)
- Gare de West Drayton (en)
- Hatton Cross
- Heathrow Terminals 2 & 3 (en) (gare ferroviaire)
- Heathrow Terminals 2 & 3 (station de métro)
- Heathrow Terminal 4 (en) (gare ferroviaire)
- Heathrow Terminal 4 (station de métro)
- Heathrow Terminal 5
- Hillingdon
- Ickenham
- Northwood
- Northwood Hills
- Ruislip
- Ruislip Gardens
- Ruislip Manor
- South Ruislip
- Uxbridge
- West Ruislip

En mars 2011, les principaux modes de transport utilisés par les résidents pour se rendre au travail étaient la voiture ou la camionnette (34,5 %), le métro ou le tram (7,9 %), le bus, le minibus ou l'autocar (7,9 %), à pied (4,6 %), le train (2,8 %), pas de déplacement (2,6 %) et le covoiturage (2,0 %).

## Jumelages
Le borough londonien de Hillingdon est jumelé avec deux villes depuis 1958 :
- Mantes-la-Jolie
- Schleswig

Jusqu'en décembre 2011, le borough était jumelé avec une autre ville allemande, Emden, puis a mis fin au partenariat invoquant des difficultés administratives.